# MTV Europe Music Awards 2008
MTV Europe Music Awards 2008 se konalo v 8. listopadu 2008 v Liverpoolu, Velké Británii. Show uváděla Katy Perry společně s 30 Seconds to Mars. Mezi "výhěrci"  ocenění byli Rick Astley & Paul McCartney (UK), Tokio Hotel (Německo), Emre Aydin (Turecko). Britney Spears a 30 Seconds to Mars si odnesly dvě ceny.
Tučně vytištěný umělec získal cenu

## Nejlepší umělec Velké Británie a Irska
- Adele
- Duffy
- Leona Lewis
- The Ting Tings
- The Wombats

## Nejlepší umělec Maďarska
- Beat Dis
- Gonzo
- Irie Maffia
- The Unbending Trees
- Žagar

## Nejlepší umělec Polska
- Afromental
- Kasia Cerekwicka
- Ania Dabrowska
- Feel
- Hey